# Capela
Capela (A Capela oficialmente y en gallego)
es un municipio de la provincia de La Coruña (Galicia, España).

## Localización
Capela se encuentra a medio camino entre Puentedeume (12 km), Ferrol (17 km) y Puentes de García Rodríguez (20 km). Está muy bien comunicada por la carretera local LC-141 que une Cabañas y Puentes y por la AC-121 entre Filgueiras y El Rojal, además de contar con una amplia red de carreteras municipales entre cada uno de los núcleos de población. Desde Ferrol, La Coruña, Santiago y Lugo, es fácilmente accesible por la autopista AP-9 que lo conecta con Puentedeume, a partir de la LC-141 ya citada.

## Geografía
El municipio limita al norte con San Saturnino, al sur con Monfero, al este con Puentes de García Rodríguez y al oeste con Cabañas. Su superficie es de 59 km², con una población de 1.439 habitantes (INE 2008) y una densidad de 24,81 habitantes por kilómetro cuadrado.
Tiene una altura media de 450 m, y está atravesada por los valles del Eume y el Belelle. En el valle del primero están las Fragas del Eume. El Belelle baja de la sierra del Forgoselo y cruza el municipio de este a oeste.

## Parroquias
Parroquias que forman parte del municipio:
- Caaveiro (San Braulio)
- Cabalar (Santa María)
- Capela[6] (Santiago)

## Geografía humana

### Demografía
Cuenta con una población de 1182 habitantes (INE 2024).
| Gráfica de evolución demográfica de Capela entre 1842 y 2021 |
| |
| Población de derecho según los censos de población del INE Población de hecho según los censos de población del INEEn estos censos se denominaba Capela: 1842, 1857, 1860, 1877, 1887, 1897, 1900, 1910, 1920, 1930, 1940, 1950, 1960, 1970 y 1981 |